# Harkálypinty
A harkálypinty (Camarhynchus pallidus) a madarak (Aves) osztályának verébalakúak (Passeriformes) rendjébe, ezen belül a sármányfélék (Emberizidae) családjába tartozó faj.

## Rendszerezés
A besorolása vitatott, egyes rendszerezők a sármányfélék (Emberizidae) családjába sorolják.

## Előfordulása
Az Ecuadorhoz tartozó Galápagos-szigeteken honos. A természetes élőhelye trópusi és szubtrópusi száraz erdők és bokrosok. Állandó, nem költöző faj.

## Alfajai
- Camarhynchus pallidus pallidus (P. L. Sclater & Salvin, 1870)
- Camarhynchus pallidus productus Ridgway, 1894
- Camarhynchus pallidus striatipecta (Swarth, 1931)[2]

## Megjelenése
Testhossza 10-15 centiméter, átlagos testtömege 21,55 gramm.

## Életmódja
A harkálypinty territoriális madár. Tápláléka rovarok és lárváik. Táplálékát a növényzetben vagy korhadt fában kutatja föl. A harkálypintynek az a szokása, hogy egy apró ággal vagy kaktusztüskével kiszedegeti a termeszeket és rovarlárvákat a fakéreg barázdái közül. Mivel kizárólag rovarokkal eteti a fiókáit, előfordul, hogy évekig nem szaporodik, ha a szárazság miatt nincs elegendő rovartáplálék.

## Szaporodása
A költési időszak az esőzésektől függ, többnyire január és május között van. A fészekalj 1-5, többnyire 3 halvány színű, barna pettyes tojásból áll. A kotlás 12 napig tart és csak a tojó végzi, de eközben a hím látja el táplálékkal. A fiókákat mindkét szülő eteti. A fiatal madarak 13-15 nap múlva repülnek ki.

## Rokon fajok
A harkálypinty közeli rokonságban áll, a Galápagos-szigetek többi pintyével.